# 绘架座RR
绘架座RR（RR Pictoris）是一颗位于绘架座的新星，1925年爆发。爆发时最亮视星等为1.2，它的亮度的150天下降3等，现在亮度为9等。

## 天球坐标
- 赤经：06h 35m 36s.25
- 赤纬： −62° 38' 22".0